# Flughafen Bremen

i7
i11
i13
Der Flughafen Bremen (Eigenbezeichnung seit 2017 Bremen Airport Hans Koschnick, (IATA-Code: BRE, ICAO-Code: EDDW)) ist der internationale Verkehrsflughafen in Bremen. Er befindet sich in der Bremer Neustadt an der Flughafenallee. In Deutschland lag der Flughafen 2024 nach Anzahl der Passagiere auf Platz 14.
Betreibergesellschaft ist die Flughafen Bremen GmbH. Deren alleiniger Gesellschafter ist die Freie Hansestadt Bremen.

## Lage und Verkehrsanbindung

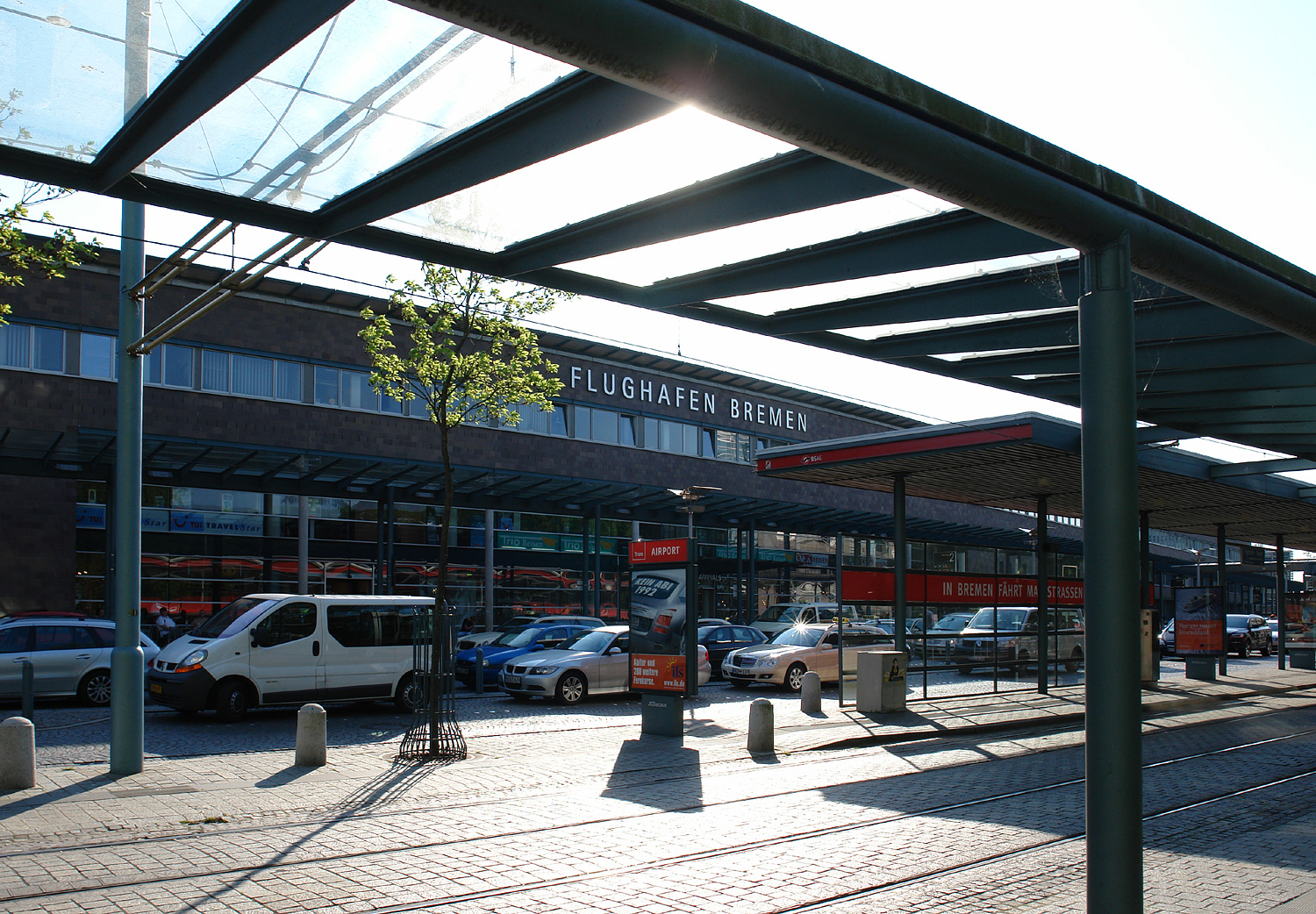
Straßenbahnhaltestelle am Flughafen

### Lage
Der Flughafen Bremen liegt 3,5 Kilometer südlich der Stadtmitte im Ortsteil Neuenland der Bremer Neustadt. Der äußerste westliche Teil (etwa 600 m) samt dem Ende der Start-/Landebahn 27 befindet sich auf dem Gebiet Niedersachsens. Aufgrund seiner Innenstadtnähe wurde er als „City Airport Bremen“ vermarktet.
Der Flughafen ist über die Autobahnen A 1, A 27, A 281 und die Bundesstraßen B 6 und B 75 zu erreichen.

### Öffentlicher Nahverkehr
Der Flughafen ist an den öffentlichen Nahverkehr mit der Straßenbahnlinie 6 der BSAG angebunden, die zu den Hauptverkehrszeiten im 6-Minuten-Takt eine Verbindung über den Stadtteil Neustadt in die Innenstadt und zum Hauptbahnhof weiter Richtung Schwachhausen und Riensberg bis zur Universität bietet. Die Haltestelle befindet sich direkt vor dem Ankunftsbereich von Terminal 1. Des Weiteren verkehrt die Buslinie 52 Mo–Fr im 30-Minuten-Takt vom Roland-Center in Huchting über den Flughafen und die Airbus-Anlagen zum Stadtteil Kattenturm und fährt teilweise von dort weiter als Linie 29 bis in die Stadtteile Hemelingen, Sebaldsbrück und Neue Vahr-Nord.

## Geschichte

Altes Logo

### Beginn

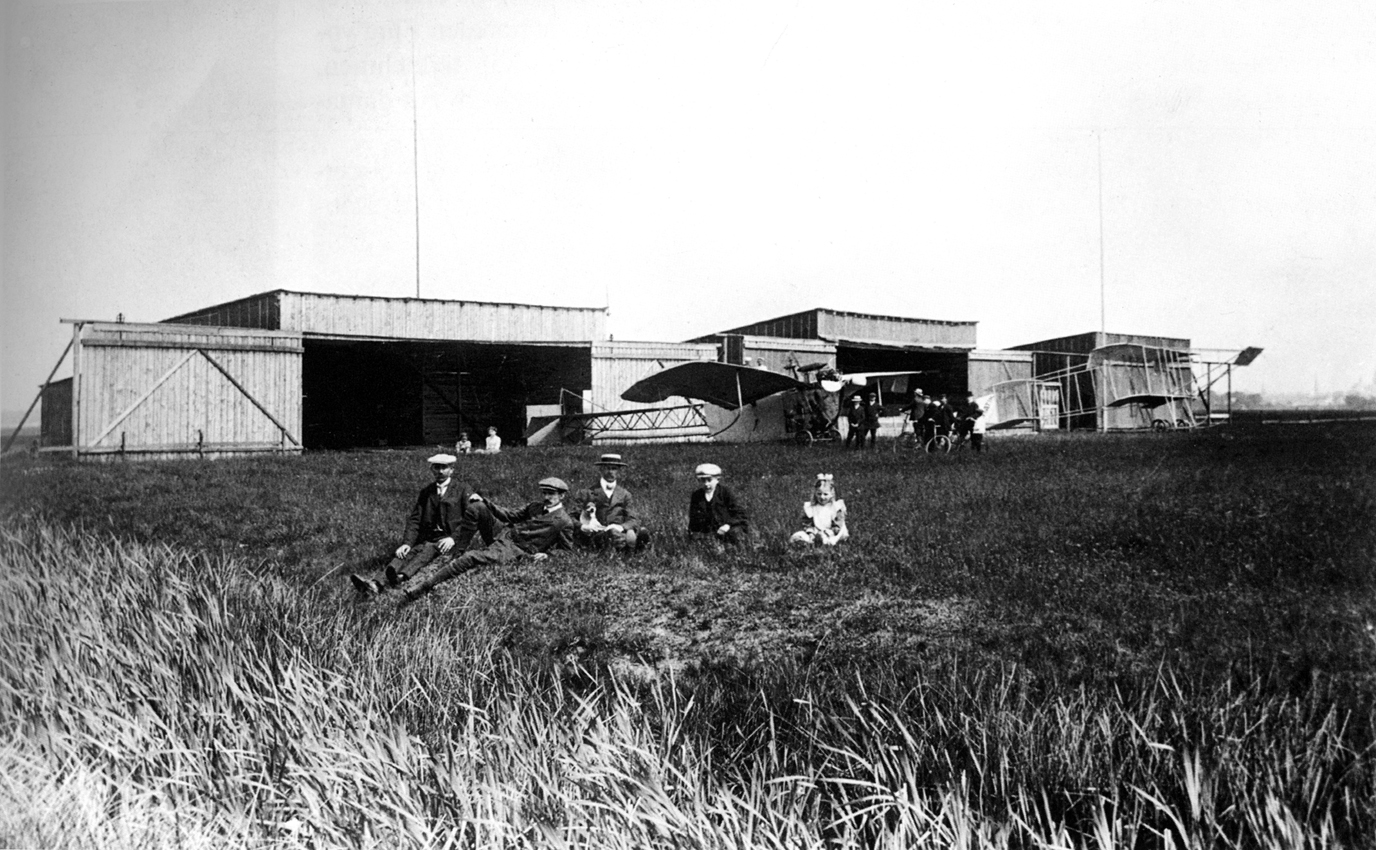
Erste Flugzeuge auf dem Neuenlander Feld um 1910

Im Jahr 1909 gründete sich der noch heute existierende und am Flughafen Bremen aktive Bremer Verein für Luft(schiff)fahrt. Er versuchte von Beginn an, in Bremen einen Luftschiffhafen zu bauen. Der Senat der Hansestadt unterstützte dieses Vorhaben und beauftragte den Norddeutschen Lloyd und den Bremer Verein für Luftfahrt, die Planung eines Luftschiffhafens auf dem Bremer Werder zu übernehmen. Im Mai 1910 wurde ein Antrag des Ingenieurs Walter Schudeisky dem Senator Clemens Carl Buff zum Bau vorgelegt; Schudeisky wollte auf dem Exerzierplatz Neuenlander Feld Flugversuche durchführen. Sowohl der Senat als auch das Garnisonskommando stimmten zu, und so wurden im Sommer 1910 drei Schuppen zur Unterbringung des Fluggerätes gebaut. Von Beginn an gab es Beschwerden von Anliegern über den Fluglärm und vereinzelte Bruchlandungen in den Äckern der Bauern. Dies führte zu einem kurzzeitigen Flugverbot. Bereits 1912 begann der inzwischen umbenannte Bremer Verein für Luftfahrt Rundflüge anzubieten und erhielt am 16. Mai 1913 die Genehmigung, einen Flugstützpunkt auf dem Neuenlander Feld einzurichten. Der Flughafen hatte hier eine Größe von fast einem halben Quadratkilometer. Während des Ersten Weltkrieges gab es auf dem Flughafen keine Flüge. Nach Kriegsende beschloss der Bremer Senat 1919 die Errichtung eines Flughafens.

### Kommerzieller Flugbetrieb
Am 18. Juli 1920 führte die niederländische KLM den ersten internationalen Flug über Bremen durch. Am 15. September 1921 entstand die Bremer Flughafenbetriebsgesellschaft, deren 75.000 Mark Stammkapital und 25.000 Mark Betriebskapital nicht von der Stadt Bremen kamen, sondern von Bremer Persönlichkeiten und ortsansässigen Firmen, wie beispielsweise A.G. Weser, Norddeutscher Lloyd, Bremer Bank, Deutsche Bank, Kaiserbrauerei Beck & Co. und dem Bremer Verein für Luftfahrt. Später schloss der Senat der Freien Hansestadt Bremen einen Betriebsüberlassungsvertrag ab und steuerte weitere 1,2 Millionen Reichsmark bei. Somit war es möglich, dass die Lloyd Luftfahrtdienst GmbH, eine Tochter des Norddeutschen Lloyd, bereits 1920 Flüge von Bremen nach Berlin, Dortmund und Wangerooge anbieten konnte. Eng verknüpft mit dem Flughafen war auch der Flugzeugbau. Noch während des Verbotes des Flugzeugbaus durch den Versailler Vertrag begannen Henrich Focke, sein Bruder Wilhelm und Georg Wulf damit, Flugzeuge im Keller des Focke-Museums zu bauen und ab 1921 auf dem Flughafengelände zu testen. Am 24. Oktober 1923 gründeten beide die „Bremer Flugzeugbau AG“, die spätere „Focke-Wulf-Flugzeugbau AG“.
Ab 1925 entstand auf den Plänen des neuen hauptamtlichen Geschäftsführers des Flughafens, dem ehemaligen Konteradmiral der Kaiserlichen Marine Hans Gygas, die Halle A mit 2400 m². Bis 1933 blieb er Direktor des Flughafens Bremen und wurde durch Cornelius Edzard ersetzt. Im Januar 1934 wurde die Linie 5 der Straßenbahn Bremen zum Flughafen verlängert, im selben Jahr wurde ein neues Flughafenverwaltungsgebäude erbaut.
Auf Grund des immer höheren Gewichtes von Flugzeugen und schnelleren Start- und Landegeschwindigkeiten wurde 1937 ein System von befestigten Start- und Landebahnen errichtet. Insgesamt wurden vier Betonbahnen angelegt, von denen die längste 600 Meter lang und 52 Meter breit war. Die Bahnen kreuzten sich sternförmig und ermöglichten so, den Flugbetrieb bei verschiedenen Windrichtungen aufrechtzuerhalten. Zusammen mit den Rollwegen, der Nachtflugbefeuerung und der Lorenzbake entstand so der damals modernste Flughafen Deutschlands, von der Presse Luftbahnhof Bremen getauft. Außerdem wurde 1937 die Flugzeughalle E auf dem inzwischen fast einem Quadratkilometer großen Gelände fertiggestellt. Der zweigeschossige Zweckbau vereinte Wetterwarte, Verwaltung, Zoll- und Post-Büros mit den Abfertigungsschaltern und einem Restaurant.

### Fliegerhorst
Im Jahr 1939 brach der zivile Luftverkehr in Bremen mit Beginn des Zweiten Weltkrieges komplett ein. Die Luftwaffe errichtete ab August 1939 eine Fliegerhorstkommandantur. Der Fliegerhorst Bremen-Neuenlanderfeld, so der damalige Name, war aber nur kurzzeitig mit aktiven fliegenden Verbänden belegt. So lag hier die I./KG 40 (I. Gruppe des Kampfgeschwaders 40) von November 1939 bis April 1940. Von März bis Mai 1940 flog die Aufkl.St. z. b. V.
Bremen von hier aus ihre Einsätze und als letztes war die I./JG 27 (I. Gruppe des Jagdgeschwaders 27) hier im Juni/Juli 1940 stationiert. Danach diente der Flughafen als Werksflughafen für die Focke-Wulf-Flugwerft. Er war häufig Ziel von alliierten Bombenangriffen.

### Nach dem Zweiten Weltkrieg

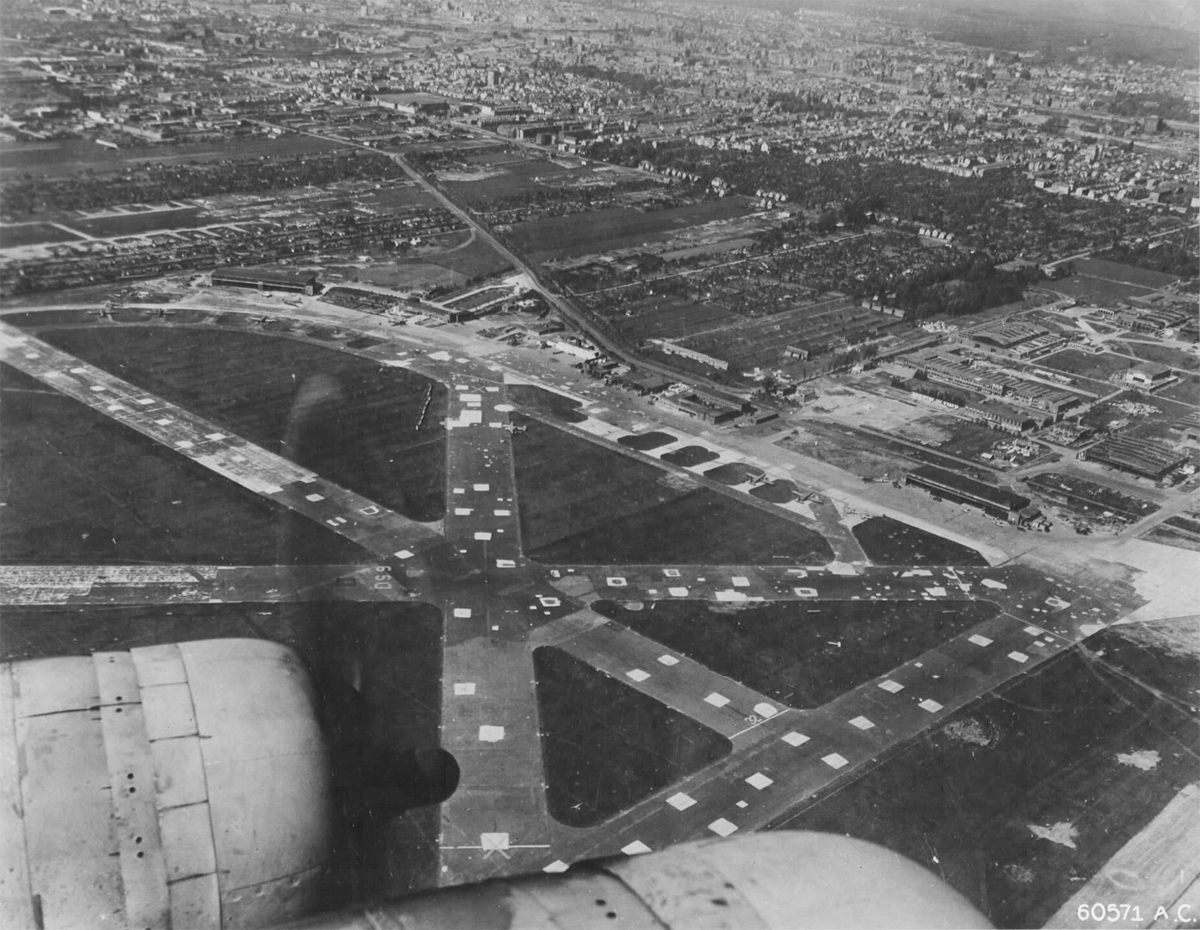
Der Bremer Flughafen 1946

Bremen wurde nach dem Krieg Teil der amerikanischen Besatzungszone. Die US Army übernahm diesen Flugplatz. Nach Durchführung erster Instandsetzungsarbeiten nutzte sie ihn zusammen mit dem Focke-Wulf-Werksgelände bis März 1948 als Army-Air Force-Base. Hauptsächlich flogen militärische Transportmaschinen Bremen an. Mit Unterstützung durch das US-Militär konnte am 27. Januar 1949 der Verkehrsflughafen Bremen wieder öffnen.
Im Zuge der Sanierungsarbeiten wurde die Ost-West-Startbahn (heute 09/27) auf 1300 Meter in Richtung Osten verlängert, wenig später noch einmal auf 2034 Meter. Neue funktechnische Anlagen wurden installiert, die selbst bei schlechtem Wetter den Flugbetrieb aufrechterhalten sollten. Dies ermöglichte die Nutzung des Flughafens auch für internationale Ziele.
Innerdeutsch flog die skandinavische SAS pro Woche einige Strecken. Für heimkehrende US-Soldaten wurden von Bremen aus Flüge nach New York angeboten, ebenso stand Rio de Janeiro Anfang der 1950er Jahre auf dem Flugplan. Obwohl die Lufthansa 1955 wieder fliegen durfte, nahm sie Bremen erst am 2. Januar 1957 in ihren Flugplan auf; allerdings errichtete die Lufthansa bereits am 1. Mai 1956 die Verkehrsfliegerschule Bremen am Flughafen. Später zog die Schule in ein neues Gebäude in unmittelbarer Nähe zum Flughafen um und das alte Gebäude mit direktem Anschluss an das Vorfeld wurde der Flugsicherung überlassen. Heute firmiert die Verkehrsfliegerschule unter dem Namen Lufthansa Flight Training. Von 1965 bis 1974 entstand ein neues Flughafengebäude nach Plänen von Hermann Brede.
Nach dem Unfall auf dem BEA-Flug 609 auf dem Flughafen München-Riem mussten auf den Flughäfen die Sicherheitsräume hinter den Start- und Landebahnen vergrößert werden. Dies führte dazu, dass in Bremen nur noch 1740 Meter beim Start und 1909 Meter bei der Landung aus Richtung Westen respektive 2034 Meter und 1740 Meter aus Richtung Osten genutzt werden durften. Daraus resultierten immer häufiger kurzfristige Flugstreichungen, da ein sicherer Start auf der verkürzten Strecke nur noch bei optimalen Wetterbedingungen gewährleistet war.

### Ausbau
In den 1960er und 1970er Jahren gab es verschiedene Bestrebungen, den Flughafen umzubauen bzw. auszubauen. Wegen der Stadtnähe und der Lärmproblematik definierte der Bremer Senat den Airport 1973 als Flughafen für Kurz- und Mittelstreckenflüge. Durch die Lage der Ochtum im Westen und neue Bebauung im Osten gab es Einschränkungen im Entwicklungspotenzial des Flughafens. Planungen für eine zweite, parallele Landebahn scheiterten an Anwohnerprotesten. Als die Kapazitätsprobleme zunahmen, versuchte Bremen um 1973 erfolglos, die anderen Küstenstädte sowie das Land Niedersachsen von der Notwendigkeit eines Großflughafens zu überzeugen. Stattdessen wurde der Beschluss gefasst, für Baukosten in Höhe von 23 Millionen Mark die Ochtum zu verlegen. Anfang 1982 begann hierfür das Planfeststellungsverfahren, nachdem Bürgermeister Hans Koschnick den Bewohnern des benachbarten Huchting zugestanden hatte, dass die vorhandene Start- und Landebahn nicht verlängert, sondern nur die vorhandene Länge von 2034 Meter durch Verlegung der Ochtum nutzbar gemacht wird. Planungen für eine zweite Piste parallel neben der ersten wurden ebenfalls aufgegeben. Der Bau einer geplanten Autobahn und einer Güterumgehungsbahn in dem Gebiet zwischen Flughafen und Huchting erfolgten nicht. Stattdessen wurde hier der Park links der Weser angelegt.
Mitte der 1970er Jahre starteten ab Bremen auch Urlauberflüge. Im Jahr 1979 wurden die Anlagen des Instrumentenlandesystems (ILS) erweitert. Am 13. Januar 1983 gründeten Bremer Kaufleute den Interessenverband Förderverein Bremer Flughafen. 1987 beantragte der Flugzeughersteller Messerschmitt-Boelkow-Blohm (MBB), heute Teil von Airbus, die Verlängerung der Startbahn, um den Transport von Airbus-Tragflächen mit der Super Guppy zu ermöglichen. Im Jahr 1988 nahm Bremens Senat diesen Antrag endgültig an und die Startbahn wurde beidseitig um je 300 auf insgesamt 2634 Meter verlängert. Am 25. Januar 1989 wurde ein Vertrag zwischen der Stadt Bremen, der Gemeinde Stuhr und der Betreibergesellschaft des Flughafens abgeschlossen, in dem festgelegt wird, dass die Verlängerungen an beiden Enden der bestehenden Startbahn nur in Ausnahmefällen genutzt werden dürfen. Ein weiterer Gerichtsbeschluss vom März 2004 legt fest, dass ein bestimmter Anwohner darüber informiert werden muss, wenn die Verlängerung der Startbahn genutzt werden soll. Für den Ausbau der Landebahn musste u. a. die Ochtum umgeleitet werden sowie ein dort ansässiger Kanusportverein einen neuen Standort bekommen.

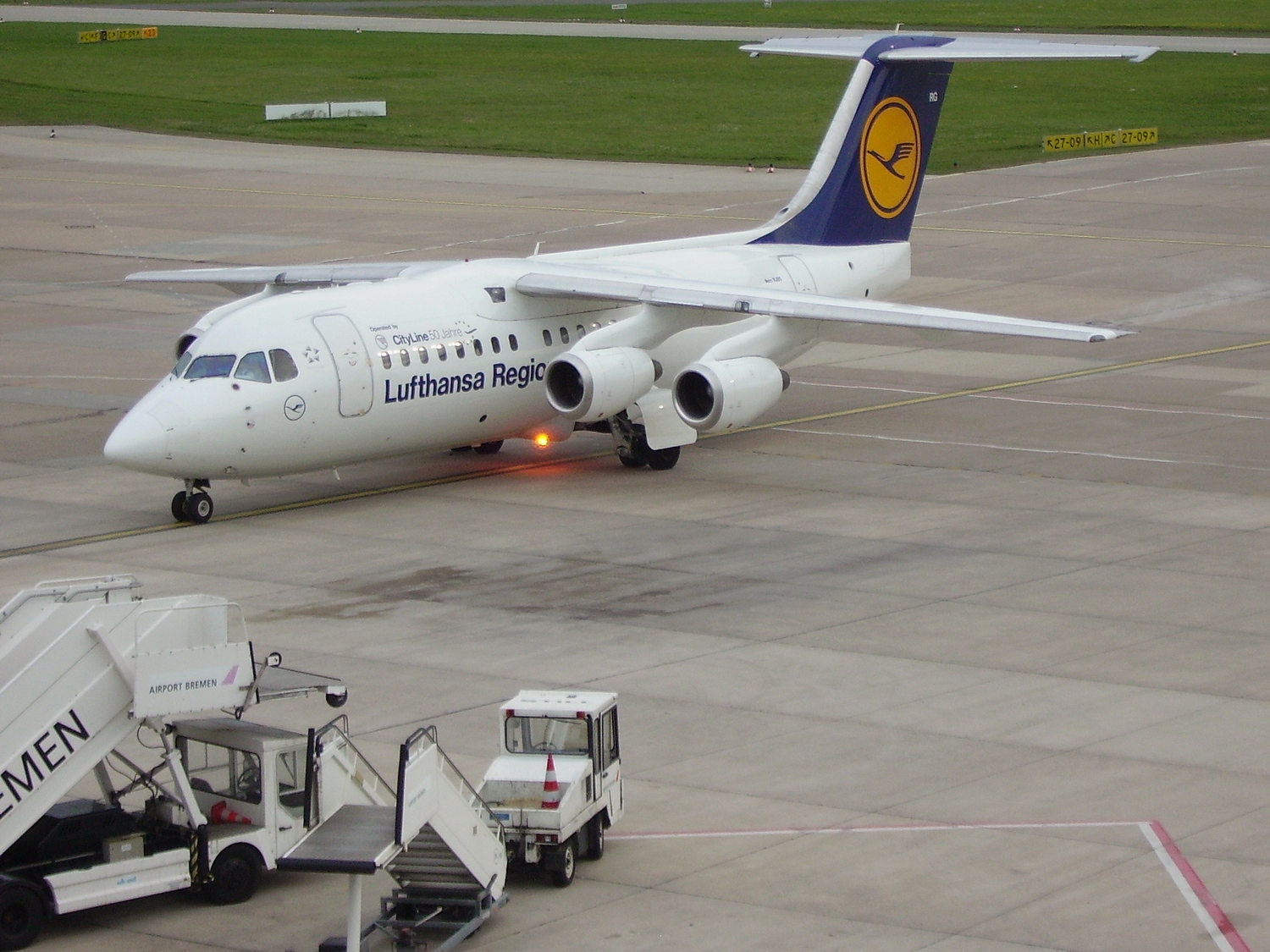
Avro RJ85 der Lufthansa CityLine

Im Jahr 1989 wurden am Flughafen Bremen mehr als eine Million Passagiere abgefertigt und es entstand der Ausbauplan Flughafen 2000. Für umgerechnet 199,4 Millionen Euro wurden nahezu sämtliche bisherigen Anlagen abgerissen und an deren Stelle von 1991 bis 1998 ein neues, dreiteiliges Terminalgebäude nach Plänen von Gert Schulze sowie zwei Parkhäuser und Verwaltungsgebäude errichtet. Die Flughafenfeuerwehr erhielt einen neuen, zentraler gelegenen Standort. Die Verkehrsführung um den Flughafen wurde entsprechend neugestaltet.
In der Nachbarschaft siedelten sich Dienstleistungsunternehmen an, die als Airport-Stadt ein eigenes Gewerbegebiet ausmachen. Der Ausbau der Airport-Stadt wird in mehreren Etappen bedarfsabhängig durchgeführt und ist bis heute noch nicht abgeschlossen.

### 21. Jahrhundert

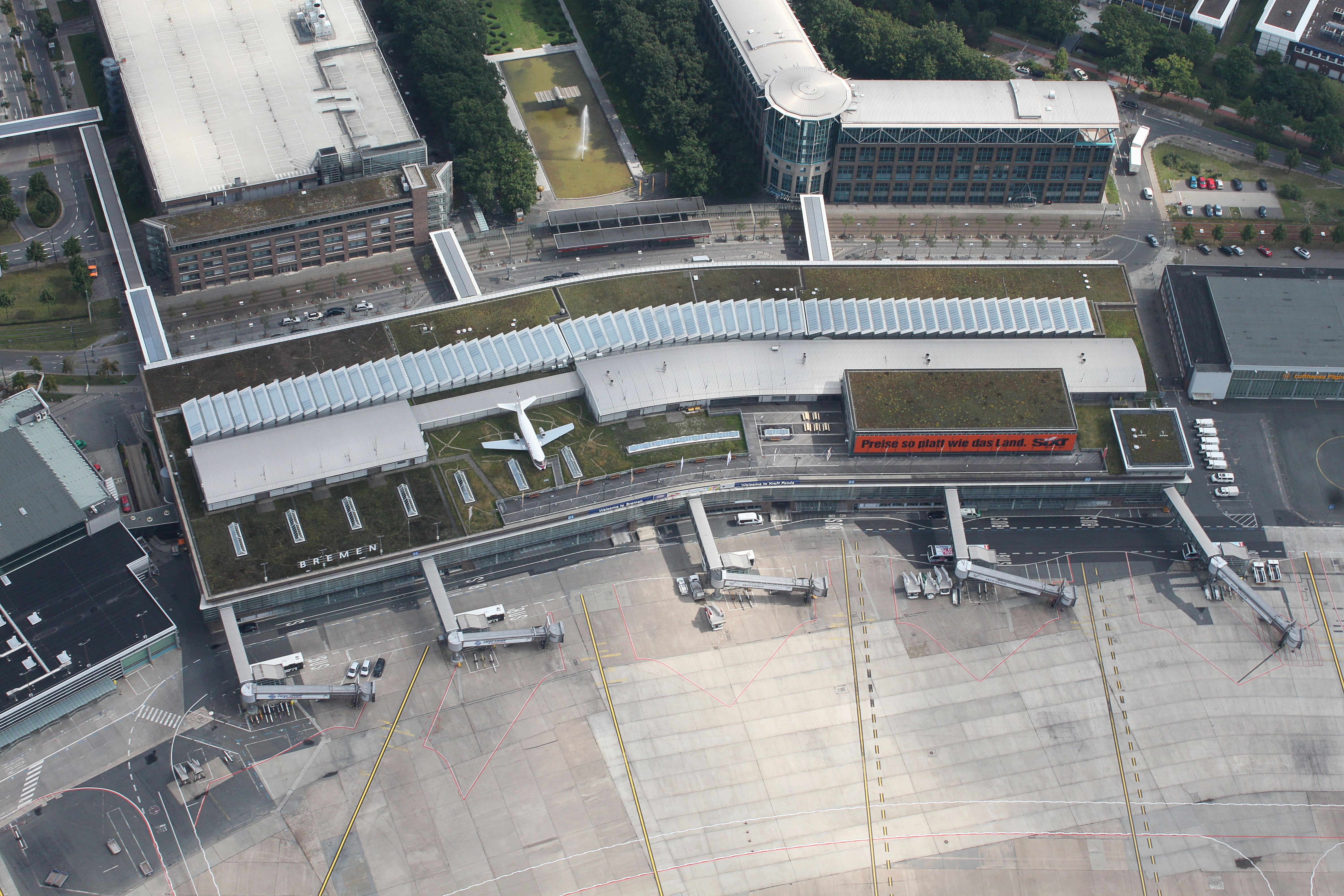
Abfertigungsgebäude mit den fünf Fluggastbrücken

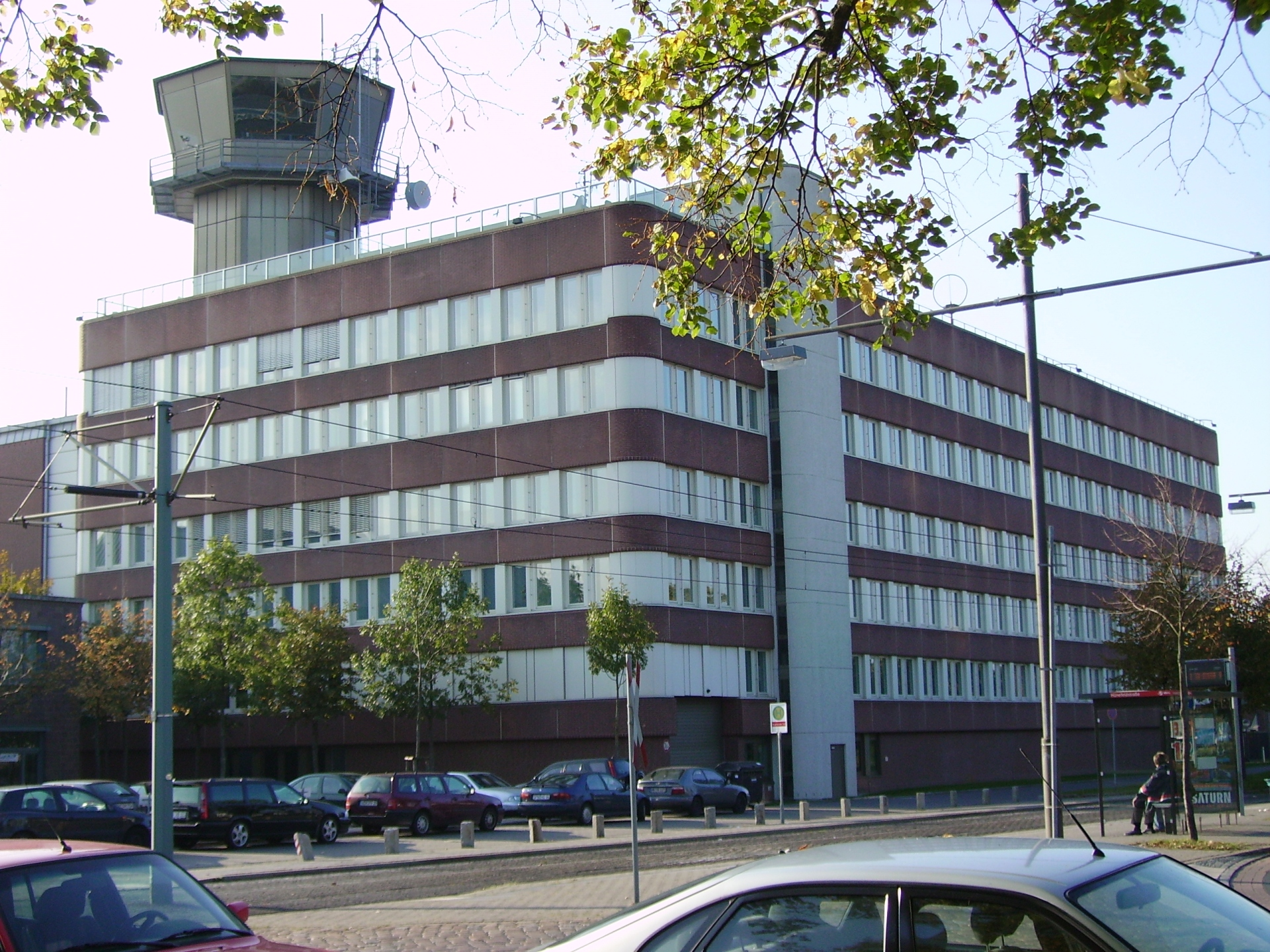
Das Gebäude des Area Control Centers Bremen der Deutschen Flugsicherung (DFS) mit dem Flughafentower auf dem Dach

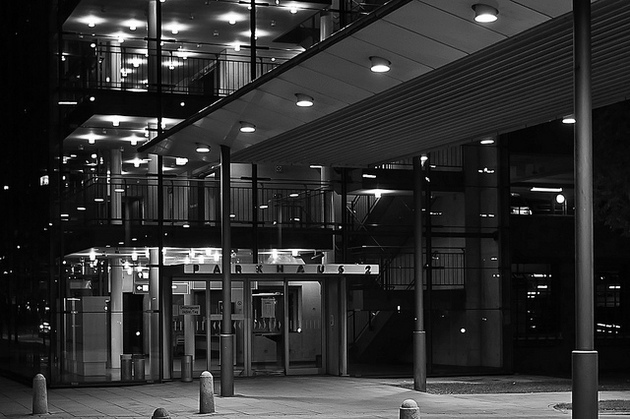
Das Parkhaus am Flughafen Bremen

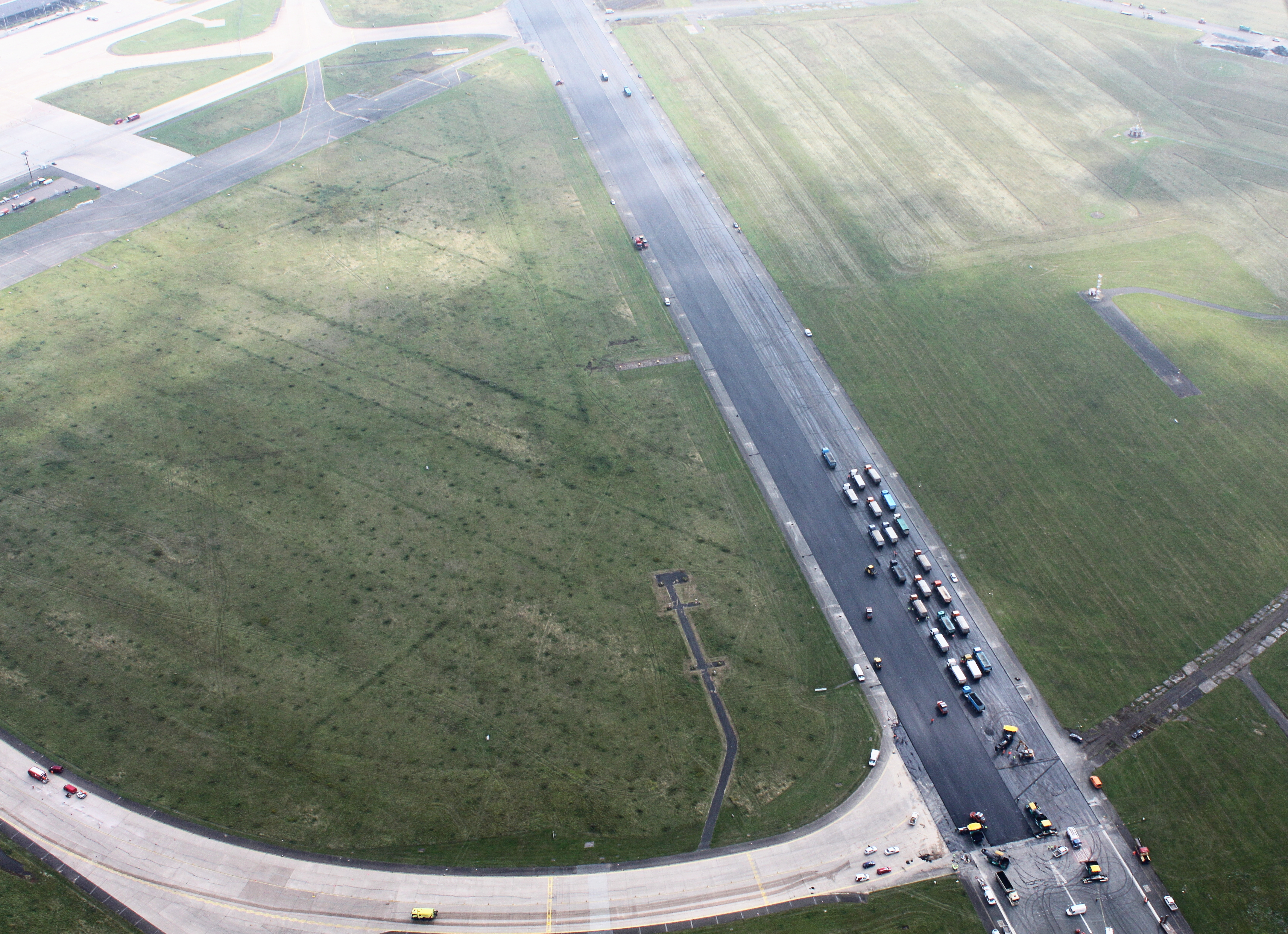
Startbahn während der Reparaturarbeiten (6. bis 12. August 2012)

Während der Luftfahrtkrise 2001, durch die Terroranschläge am 11. September 2001 noch verstärkt, gingen am Flughafen Bremen erstmals die Passagierzahlen zurück; insbesondere der Charterbereich war betroffen, da die TUI ihre Aktivitäten zunehmend auf Hannover konzentrierte. Im Jahr 2006 sank die Zahl der Flüge mit 40.419 auf den niedrigsten Wert seit 1988, das Passagieraufkommen lag bei 1,7 Millionen Fluggästen.
Im Jahr 2004 baute die Atlas-Air-Service AG aus Ganderkesee das am Bremer Flughafen ansässige Beechcraft-Zentrum HLW in ein Cessna Citation Service Center zur Instandsetzung verschiedener Flugzeuge um. Die Halle befand sich am Vorfeld beim heutigen Terminal 2 (früher Terminal E). 2009 bezog die Firma einen Neubau am Vorfeld.
Als erste Billigfluglinie bot die Fluggesellschaft Germania im Sommer 2004 Flüge ab Bremen an, die ein Jahr später von der dba übernommen und schließlich eingestellt wurden. Ab dem Winterflugplan 2005/2006 nahm die Fluggesellschaft Easy Jet eine tägliche Verbindung nach London-Luton auf. Die Fluggesellschaft Ryanair reihte ab April 2007 den Flughafen Bremen in das Netz ihrer Basen ein und stationierte zunächst zwei, ab September noch eine dritte Maschine vom Typ Boeing 737-800 in der Hansestadt. Außerdem kaufte Ryanair eine ehemalige Frachthalle und baute sie zum „Terminal E“ um. Easy Jet zog sich mit Ende des Sommerflugplans 2007 aus Bremen zurück. Im Jahr 2008 stiegen die Passagierzahlen durch das verstärkte Engagement von Ryanair auf 2.486.337.
Die Deutsche Flugsicherung (DFS) löste 2006 ihre für den ostdeutschen Luftraum zuständige Berliner Bezirkskontrollstelle (ACC) auf. Die nördliche Hälfte ihres Zuständigkeitsbereichs wurde der direkt am Flughafen gelegenen Bremer Bezirkskontrollstelle übertragen. Zu diesem Zweck wurde der Kontrollraum durch einen auf Stelzen stehenden Anbau über dem Vorfeld erweitert. Seitdem wird der Flugverkehr über ganz Norddeutschland im unteren Luftraum (bis Flugfläche 245, entspricht etwa 7.500 m Flughöhe) von der Bremer Niederlassung der DFS überwacht. Deren ca. 200 Mitarbeiter betreuen somit das flächenmäßig größte zusammenhängende Luftraumgebiet Deutschlands. Hinzu kommt der Betrieb des auf dem Dach des DFS-Gebäudes liegenden Kontrollturms, von wo aus der Luftverkehr am Flughafen und in dessen Umgebung überwacht wird.
Zwischen 2007 und 2008 kündigte die Fluggesellschaft Air Berlin die Einstellung der drei täglichen Verbindungen von Bremen nach München an. Nur vom Mai bis September 2008 führte sie Flüge nach Berlin-Tegel durch mit Dornier 228 der Luftfahrtgesellschaft Walter (LGW).
Im Jahr 2009 feierte man auf dem Flughafen 100 Jahre Luftfahrt in Bremen. Höhepunkt der Veranstaltung war die erste Landung eines Airbus A380 in Bremen, des größten Passagierflugzeugs der Welt. Die Veranstaltungen mit den höchsten Besucherzahlen waren am 10. Mai der Großflugtag mit den verschiedensten Groß- und Kleinflugzeugen und am 14. Juni die Landung von etwa 100 Flugzeugen, die am Deutschlandflug des DAeC teilnahmen. Die Veranstaltung wurde von rund 130.000 Besuchern besucht.

Flugtag anlässlich des hundertjährigen Jubiläums 2009

Bremen ist Gründungsort der Fluggesellschaft Bremenfly, die im Sommer 2009 ihren Flugbetrieb aufnahm. Der Erstflug fand im Mai statt, ein Charterflugzeug brachte Fans des Fußballclubs Werder Bremen nach Istanbul. Im regelmäßigen Flugverkehr wurde Bremen von der Gesellschaft jedoch nicht bedient. Im April 2010 wurde der Firmensitz nach Berlin-Schönefeld verlegt, bevor der Flugbetrieb im November 2010 komplett eingestellt wurde.
Im Oktober 2009 nahm Ryanair mit Memmingen ihre erste innerdeutsche Verbindung ab Bremen auf. Diese wurde Ende März 2011 eingestellt. Von Mai 2010 bis Januar 2011 flog Ryanair auch nach Berlin-Schönefeld. Ryanair begründete die Einstellung dieser (und anderer Routen) mit der Einführung der Luftverkehrsabgabe in Deutschland. Die vierte Boeing 737-800, die zum Sommer 2010 in Bremen stationiert worden war, sollte laut Ryanair deswegen abgezogen werden. Tatsächlich sind aber auch weiterhin vier Maschinen der Gesellschaft in Bremen stationiert.
Der Oktober 2010 war mit 283.336 Passagieren der bislang passagierstärkste Monat seit Bestehen des Flughafens. 2010 erzielte der Flughafen mit 2.676.297 Passagieren einen neuen Rekord.
Seit Februar 2012 können in Bremen als erstem deutschen Flughafen satellitengestützte Instrumentenanflüge durchgeführt werden. Das GBAS (Ground Based Augmentation System) genannte System arbeitet mit GPS und mehreren Sendern am Flughafen, deren genaue Position vermessen wurde und anhand deren Daten das Flugzeug die eigene Position genau bestimmen kann.
Im Jahr 2016 wurde der Marketing-Beiname des Flughafens von City Airport Bremen zu Bremen Airport geändert. Seit dem 29. November 2017 trägt der Flughafen offiziell einen Namenszusatz: Bremen Airport Hans Koschnick. Hans Koschnick war Präsident des Senats, Bremer Bürgermeister, Ehrenbürger und Träger der Bremischen Ehrenmedaille in Gold.

## Flughafenanlage

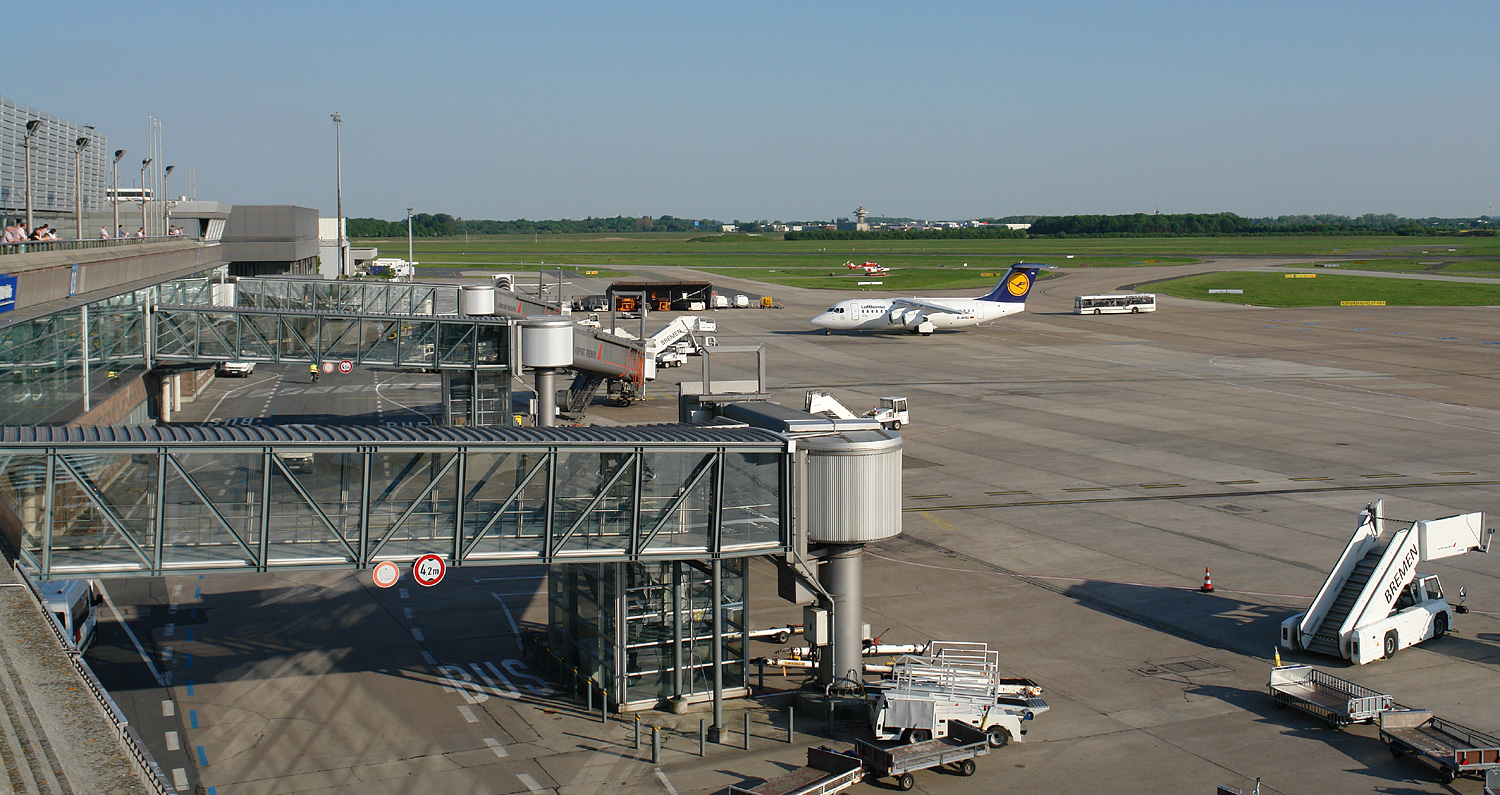
Blick von der Besucherterrasse

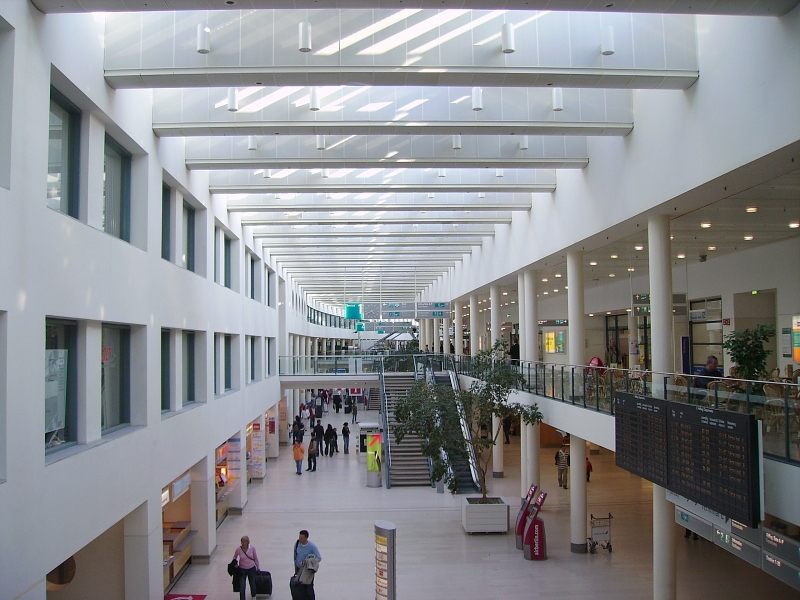
Abfertigungshalle

### Fluggastgebäude

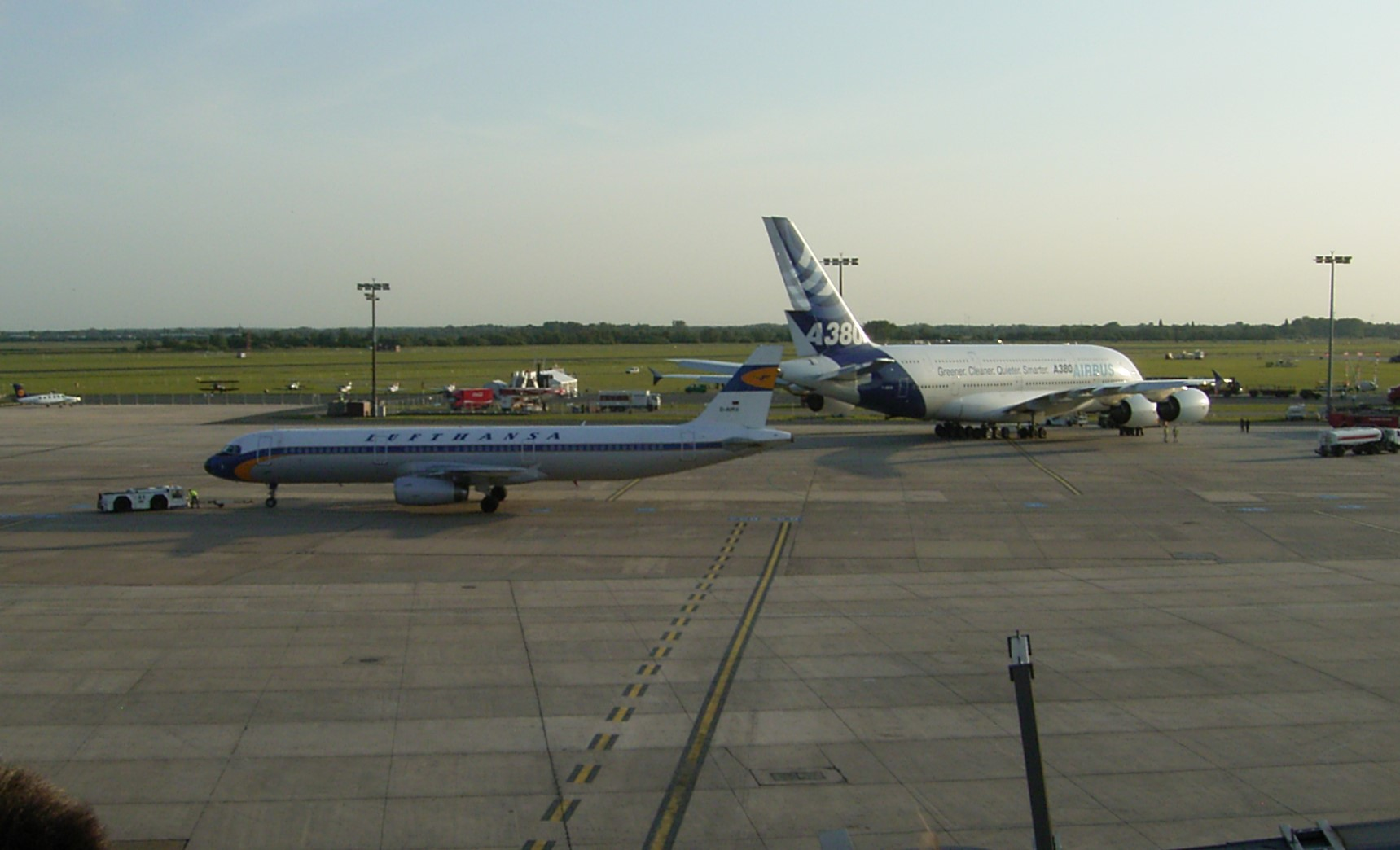
A380 zum 100-jährigen Jubiläum

Der Flughafen Bremen verfügt über zwei Terminalgebäude. Das südlichste, eine Kurve formende Hauptgebäude entstand von 1991 bis 1998 nach Plänen von Gert Schulze. Hier befindet sich das Hauptterminal mit fünf Fluggastbrücken. Das Terminal ist in drei Teilbereiche aufgeteilt, diese wurden bis 2018 als Terminal 1 (Allgemeine Abflüge), Terminal 2 (Ankünfte) und Terminal 3 (Abflüge der Lufthansa-Gruppe) bezeichnet. Für die Fluggesellschaft Ryanair wurde ein ehemaliger Wartungshangar zum „Economy-Terminal“ Terminal E umgerüstet.
Nach dem Umbau 2018 wurden die Bezeichnungen angepasst, nun firmiert das gesamte Hauptgebäude als Terminal 1, hier befindet sich seither die zentrale Sicherheitskontrolle für ausnahmslos alle abgehenden Flüge. Erst dahinter erfolgt die Feinverteilung: Lufthansa: Gates A01-A05, (ehem. Terminal 3) allgemeine Gates A06-A14 (ehem. Terminal 1) Economy (Ryanair und Wizzair, Gates B01-B04) gelangen über einen Korridor in das ehemalige Terminal E, welches nun als Terminal 2 bezeichnet wird. Ankommende Economy-Fluggäste kommen in Terminal 2 an, alle anderen in Terminal 1.
Darüber hinaus gab es noch das General Aviation Terminal (GAT) für die Allgemeine Luftfahrt. Wegen einer Verschärfung der Sicherheitsbestimmungen müssen nun auch alle Piloten und Fluggäste der allgemeinen Luftfahrt die zentrale Sicherheitskontrolle passieren, weshalb das dadurch überflüssig gewordene GAT dem ansässigen Bremer Verein für Luftfahrt für Vereinszwecke überlassen wurde. Der Flughafen verfügt über 4500 Parkplätze, davon 2550 in Parkhaus 1 und 1950 in Parkhaus 2.

### Kontrollturm
In Bremen gibt es keinen freistehenden Tower, wie er an den meisten Flughäfen üblich ist. Die DFS übernahm im Jahr 1974 das ehemalige Schulgebäude der Lufthansa-Flugschule und richtete dort eine Bezirkskontrollstelle ein. Auf dem Dach des Gebäudes wurde dann auch die Tower-Kanzel errichtet.

### Flugwetterwarte

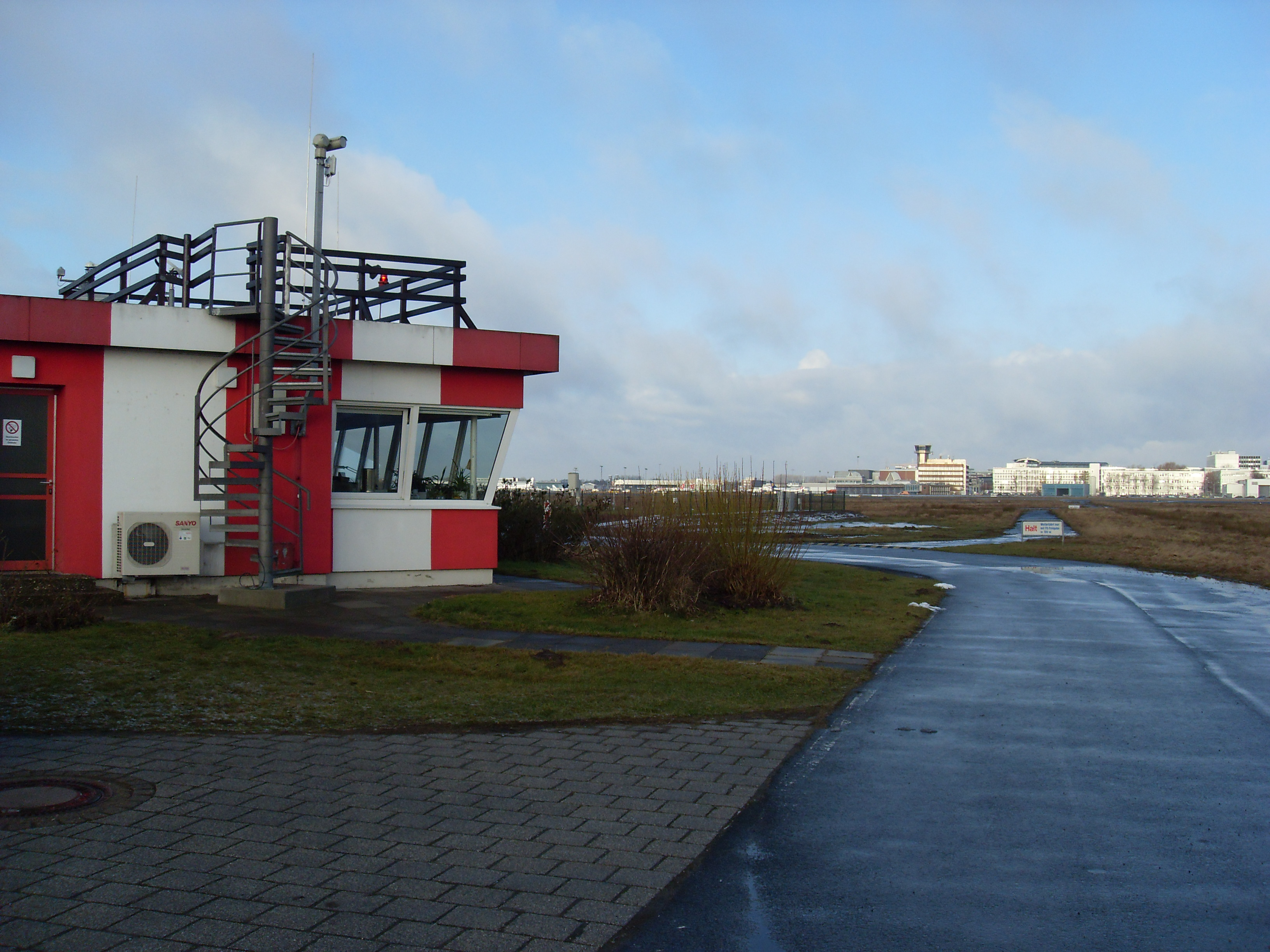
Flugwetterwarte am Airport Bremen

Auf der gegenüberliegenden Seite, am südlichen Rand des Flugfeldes befindet sich das Gebäude der Flugwetterwarte des Deutschen Wetterdienstes (DWD) mit dem meteorologischen Messfeld.

### Flughafenfeuerwehr
Eine Besonderheit stellten für viele Jahre die Flugfeldlöschfahrzeuge (FLF) dar. In den 1980er und 1990er Jahren entwickelten und konstruierten die Mitarbeiter der Flughafenfeuerwehr Bremen nach eigenen Vorstellungen (anfangs aus gebrauchten Bundeswehr-Fahrzeugen) Löschfahrzeuge auf der Basis von MAN-Fahrgestellen, die Unikate waren. Die FLF entsprechen den Bestimmungen der Internationalen Zivilluftfahrtorganisation (ICAO), die den Flughafen seit 2016 in die Brandschutz-Kategorie 7 (von maximal 10) klassifiziert hat. Bei Flughäfen dieser Brandschutzklasse müssen 15.000 Liter Wasser und 450 Kilogramm Löschpulver vorgehalten werden. Inzwischen sind diese eigenentwickelten Löschfahrzeuge jedoch ausgemustert und seit 2013 durch mehrere Fahrzeuge vom Typ Panther der Firma Rosenbauer ersetzt worden. Die Flughafenfeuerwehr verfügt über ein Hilfeleistungs-Löschgruppenfahrzeug für den Gebäudebrandschutz sowie eine Rettungstreppe für die Evakuierung von Verkehrsflugzeugen.

### Rettungshubschrauber
Seit dem 1. Oktober 1984 ist der Rettungshubschrauber „Christoph Weser“ der Deutschen Rettungsflugwacht (DRF) am Flughafen Bremen stationiert.

### Besucherterrasse und Bremenhalle

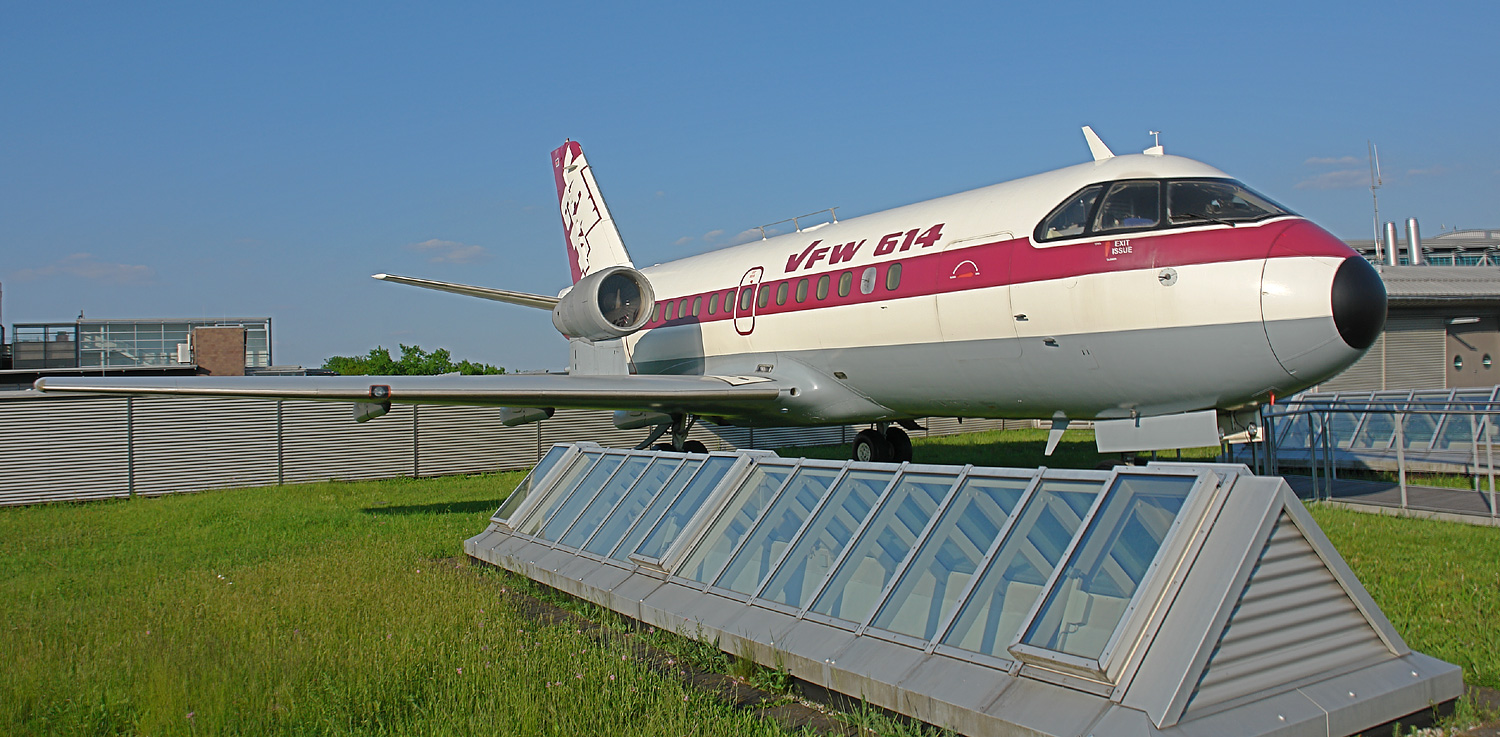
VFW 614 auf der Besucherterrasse (bis 2014)

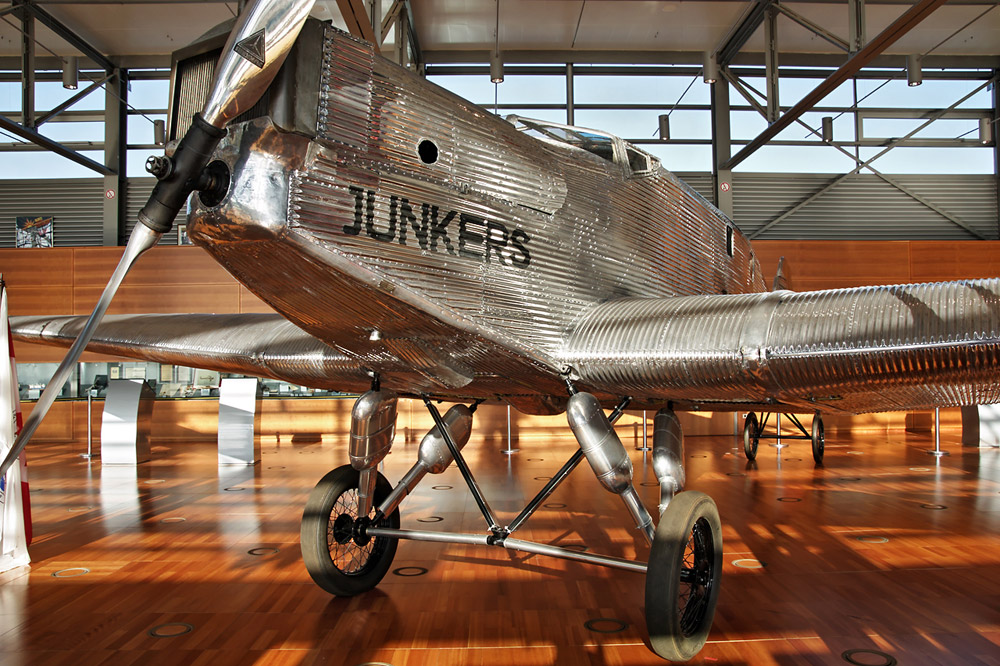
Junkers W33 in der Bremenhalle

Auf der Besucherterrasse des Flughafens stand bis 2014 eine VFW 614, die von DaimlerChrysler Aerospace zur Entwicklung von Fly-by-wire-Systemen verwendet wurde. Außerdem ist über die Besucherterrasse die „Bremenhalle“ (Eintritt) zugänglich. Es handelte sich um ein Museum zur Geschichte der Bremer Luft- und Raumfahrt. Hier waren unter anderem das maßgeblich vom Bremer Raumfahrtunternehmen ERNO entwickelte Spacelab und der einst in Bremen gebaute Doppeldecker Focke-Wulf Fw 44 «Stieglitz» ausgestellt. Die Junkers W 33 «Bremen», mit der 1928 die erste direkte Ost-West-Atlantiküberquerung gelang, befindet sich nach wie vor in der Halle.
Die Besucherterrasse ist nach Umbauarbeiten teilweise oder je nach Wetterbedingung wieder geöffnet. Der Flughafen bietet Gästeführungen an, die traditionell in der Bremenhalle beginnen und dann mit dem Bus, nach Einlass durch Tor 1, auf das Vorfeld und zur Feuerwehr sowie zur Start- und Landebahn führen.

### Flugsimulator
Im Terminal 1 des Bremer Flughafens befindet sich das originale Cockpit eines Airbus A320, das zu einem Flugsimulator umgebaut wurde.

## Betreiber

### Verkehrsflug
Die Betreibergesellschaft Flughafen Bremen GmbH gehört zu 100 Prozent der Freien Hansestadt Bremen.

### Sportflug
Eine Besonderheit ist der Sitz des Bremer Vereins für Luftfahrt e. V. (BVL) direkt auf dem Flughafen. Seit April 2009 residiert der Verein im ehemaligen GAT (Terminal der Allgemeinen Luftfahrt) in der Hanna-Kunath-Straße 18. Der 1909 gegründete Verein besitzt als Flughafen-Gründungsmitglied immaterielle Sonderrechte, pflegt als „Flughafengründer“ ein ausgesprochen intensives Verhältnis zur Flughafen Bremen GmbH und betreibt am Standort Bremen mit seiner Motorfluggruppe Luftsport fünf vereinseigene Leichtflugzeuge. Weiterhin unterhält er eine Flugschule; mehrere Mitglieder besitzen auch eigene Flugzeuge. 
Starts und Landungen erfolgen in der Regel auf der Hauptbahn 09/27. Darüber hinaus steht seit 1991 die nach Südwesten gerichtete, 700 Meter lange Startbahn 23 zur Verfügung. Sie darf nur für Starts nach Sichtflugregeln und nur von Flugzeugen bis maximal 5,7 to. Abfluggewicht genutzt werden. Privatpiloten sollen bei ausreichenden Bedingungen diese Startbahn bevorzugt nutzen, da der Abflugweg über weniger bewohntes Gebiet führt und Anwohner so vor Lärm geschützt werden. Als Anreiz hierzu dienen bei Benutzung der Piste 23 reduzierte Flughafenentgelte.
Bis 1974 wurde am Bremer Flughafen auch Segelflug betrieben, seit diesem Zeitpunkt sind die Segelflieger auf dem Segelfluggelände in Osterholz-Scharmbeck und Tarmstedt/Westertimke aktiv. Die Ballonfahrtgruppe wurde 2014 aufgelöst.

#### Clublounge
Der 1964 errichtete kleine Aussichtsturm neben Terminal 2 ist entgegen verbreiteter Ansicht kein Tower der Flugsicherung, sondern in Besitz des ansässigen BVL. Im Jahr 2009 wurde das Vereinsheim in die Hanna-Kunath-Straße verlegt, und der Turm zu einem Veranstaltungsort, genannt „Clublounge“ umgestaltet. Seither finden hier jedes Jahr zahlreiche vereinsinterne sowie auch öffentliche Feierlichkeiten und Veranstaltungen statt.
Am 10. Mai 2009 veranstalteten der Bremer Verein für Luftfahrt e. V. und die Bremer Flughafen GmbH anlässlich der „100 Jahre Luftfahrt in Bremen“ einen großen Flugtag, an dem auch der Flugzeughersteller Airbus mit einem Familientag teilnahm. Zum ersten und wohl einzigen Male landete in diesem Rahmen auch ein Airbus A380 auf dem Flughafen.
Am sog. Lufthansatag, dem 9. August 2009, landete aus Frankfurt kommend die Boeing 747-400 D-ABVR (Taufname: Bremen) in Bremen und startete am selben Tag zu zwei Rundflügen Richtung Helgoland, bevor der Jumbo-Jet am Abend nach Frankfurt zurückflog.

## Flugziele
Ab Bremen werden Linienverbindungen sowohl zu innerdeutschen Zielen als auch in verschiedene europäische Länder angeboten. Außerhalb Europas werden zudem Flughäfen in der Türkei (Antalya, Istanbul, Izmir), Beirut in Libanon und Monastir in Tunesien angeflogen.

## Verkehrszahlen
| Jahr | Fluggastaufkommen | Flugbewegungen | Luftfracht [t] |
| ---- | ----------------- | -------------- | -------------- |
| 2000 | 1.918.064         | 51.749         | 29.871         |
| 2008 | 2.486.337         | 46.876         | 723            |
| 2009 | 2.448,851         | 43,650         | 731            |
| 2010 | 2.676.297         | 46.409         | 539            |
| 2011 | 2.560.023         | 45.412         | 612            |
| 2012 | 2.447.007         | 44.737         | 643            |
| 2013 | 2.612.627         | 44.263         | 567            |
| 2014 | 2.773.129         | 45.987         | 721            |
| 2015 | 2.660.754         | 42.263         | 608            |
| 2016 | 2.573.502         | 40.687         | 732            |
| 2017 | 2.540.084         | 37.234         | 648            |
| 2018 | 2.561.535         | 38.574         | 626            |
| 2019 | 2.308.338         | 36.308         | 525            |
| 2020 | 594.680           | 20.172         | 1.151          |
| 2021 | 630.062           | 18.949         | 230            |
| 2022 | 1.493.007         | 25.083         | 319            |
| 2023 | 1.814.892         | 27.045         | 276            |
| 2024 | 1.887.017         | 28.429         | 287            |

| Rang                                                             | Ziel           | Passagiere 2021 | Veränderung | Passagiere 2020 | Starts 2021 | Veränderung | Starts 2020 |
| ---------------------------------------------------------------- | -------------- | --------------- | ----------- | --------------- | ----------- | ----------- | ----------- |
| 1                                                                | Deutschland    | 125.169         | ▲0,04 %     | 125.120         | 4.067       | ▼-19,99 %   | 5.083       |
| 2                                                                | Spanien        | 75.218          | ▲90,00 %    | 39.589          | 605         | ▲57,14 %    | 385         |
| 3                                                                | Türkei         | 46.742          | ▲215,48 %   | 14.816          | 374         | ▲177,04 %   | 135         |
| 4                                                                | Niederlande    | 24.031          | ▲12,26 %    | 21.407          | 528         | ▲16,81 %    | 452         |
| 5                                                                | Griechenland   | 8.174           | ▼-31,47 %   | 11.927          | 65          | ▼-34,34 %   | 99          |
| 6                                                                | Litauen        | 7.547           | ▲115,57 %   | 3.501           | 58          | ▲152,17 %   | 23          |
| 7                                                                | Großbritannien | 6.658           | ▼-70,35 %   | 22.457          | 101         | ▼-50,00 %   | 202         |
| 8                                                                | Kosovo         | 6.014           | neu         | –               | 63          | neu         | –           |
| 9                                                                | Portugal       | 5.423           | ▼-50,82 %   | 11.026          | 39          | ▼-60,61 %   | 99          |
| 10                                                               | Kroatien       | 4.379           | ▲12163,64 % | 36              | 44          | ▲388,89 %   | 9           |
| 11                                                               | Mazedonien     | 4.004           | ▲7,00 %     | 3.742           | 25          | ▼-7,41 %    | 27          |
| 12                                                               | Libanon        | 1.858           | neu         | –               | 17          | neu         | –           |
| In dieser Statistik sind nur Starts enthalten. (Keine Landungen) |                |                 |             |                 |             |             |             |

## Kritik am Flughafen
Im Jahr 1967 gründete sich die Vereinigung zum Schutz Flugverkehrsgeschädigter e. V. Bremen als Vereinigung zum Schutz der Bevölkerung vor Lärm, Luftverseuchung und anderen Schäden des Flugverkehrs e. V., die sich als „parteiunabhängige Schutzgemeinschaft“ versteht. Diese Vereinigung hat als Ziel unter anderem ein achtstündiges Nachtflugverbot am Flughafen, eine Neuauflage des Schallschutzprogramms, die Anwohnerinformation in Form eines umfassenden Lärmschutzberichts sowie das Verbot von Sichtanflügen und Trainingsflügen über bewohntem Gebiet.

## Zwischenfälle
- Am Abend des 28. Januar 1966 stürzte während eines Durchstartmanövers die Convair CV-440 Metropolitan (Luftfahrzeugkennzeichen D-ACAT) der Lufthansa westlich des Flughafens auf einen Acker neben der Ochtum. Alle 46 Personen an Bord des Lufthansa-Fluges 005 kamen ums Leben.[41]

- Am 16. Januar 1968 kollidierte eine vom Flughafen Köln/Bonn kommende Lockheed JetStar C-140 der Flugbereitschaft des Bundesministeriums der Verteidigung (CA+102) mit einer Piaggio P.149D der Lufthansa-Verkehrsfliegerschule (D-EJCO). Die auf einem Ausbildungsflug in der Platzrunde fliegende Piaggio stürzte 2 Kilometer nordnordwestlich der Landebahn ab, wobei Fluglehrer und Schüler umkamen.[42] Die JetStar wurde schwer beschädigt, konnte aber mit einer Bauchlandung auf dem Flughafen gelandet werden; sie wurde jedoch zum Totalschaden.[43]

- Am 1. Februar 1972 ging während der Erprobungsphase der erste Prototyp der VFW 614 (D-BABA) verloren, als die Maschine auf Grund eines Konstruktionsfehlers aus einer Höhe von 3000 Metern über dem Flughafen Bremen abstürzte. Während sich der Testpilot und ein Ingenieur mit Fallschirmen retten konnten, verunglückte der Copilot tödlich. Ihm gelang zwar noch der Ausstieg, er vermochte jedoch wegen einer Ohnmacht nicht mehr den Fallschirm zu öffnen.[44]

- Am 2. Dezember 2001 kam eine auf einem Positionierungsflug vom Flughafen Braunschweig kommende Turbopropmaschine des Typs Dornier 328-100 der OLT – Ostfriesische Lufttransport (D-CATS) bei der Landung ins Schleudern. Das linke Hauptfahrwerk brach zusammen, woraufhin der linke Flügel samt Propeller heftig die Landebahn berührte. Alle drei Besatzungsmitglieder überlebten die Totalhavarie des Flugzeugs.[45]

- Am 1. August 2014 stürzte gegen Mittag eine historische Trainingsmaschine in Besitz der Lufthansa Flight Training, eine Saab 91B Safir (D-EBED), nach dem Start auf einen nur wenige hundert Meter von der Startbahn entfernten PKW-Abstellplatz an der Kornstraße. Das Flugzeug, zwei Reifenlager und einige PKW gerieten in Brand. Der Pilot und sein Passagier kamen ums Leben.[46][47][48][49] In ihrem Abschlussbericht kam die Bundesstelle für Flugunfalluntersuchung im Juni 2019 zu dem Ergebnis, dass ein Fehler des Piloten ursächlich für den Absturz gewesen ist. Demzufolge sei das Unglück darauf zurückzuführen, dass der Pilot bei seiner Entscheidung, nach links zu kurven, die für den Kurvenflug erforderliche Geschwindigkeit unterschritt, und dadurch das Flugzeug in einen überzogenen Flugzustand geriet. Zuvor hatte der Pilot der Funk mitgeteilt, unverzüglich wieder landen zu müssen. Der Deckel des Öleinfüllstutzen war nicht an seinem Platz, sondern zwischen zwei Zylindern eingeklemmt. Es wird vermutet, dass der Pilot diesen bei der Ölstandkontrolle vor dem Abflug nicht korrekt aufsetzte, so dass sich dieser lösen konnte und in der Folge möglicherweise Öldämpfe und/oder Ölspritzer die Cockpitscheiben verschmutzen, was zur Ablenkung beitragen haben dürfte. Zudem war der Pilot zwar sehr erfahren auf zahlreichen Mustern, hatte aber in jüngerer Vergangenheit das Flugverhalten in Grenzbereichen auf speziell diesem Muster nicht geübt.[50]